# Ntlhoi Motsamai
Ntlhoi Motsamai (sinh 1963) là một chính trị gia người Lesotho đã trở thành người phát ngôn của Quốc hội hai lần; đầu tiên, từ 1999 đến 2012, sau đó từ tháng 3/2015 đến tháng 6/2017. Motsamai làm việc như một giáo viên trước khi tham gia chính trị.

## Tuổi thơ
Motsamai được sinh ra ở ngôi làng hẻo lánh Ha Pafoli, thuộc quận Hoek của Mohale. Cô học tại trường trung học Eagle's Peak và sau đó tiếp tục học tại Đại học Quốc gia Lesotho, tốt nghiệp bằng Cử nhân Khoa học Giáo dục (B.Sc.Ed.) và chuyên ngành sinh học và hóa học. Sau khi tốt nghiệp, Motsamai bắt đầu giảng dạy tại trường trung học St. John's ở Mafeteng. Sau đó, cô trở lại Đại học Quốc gia để hoàn thành bằng Thạc sĩ Giáo dục (M.Ed.), đồng thời làm việc trong văn phòng của trưởng khoa.

## Chính trị

### 1996-2012
Motsamai tham gia chính trị vào năm 1996, khi bà được bầu làm phó chủ tịch Quốc hội. Hiến pháp của Leseria không hạn chế việc phát ngôn hay phó chủ tịch đối với các thành viên của quốc hội, chỉ yêu cầu các bộ trưởng không thể được bầu vào các vị trí đó. Motsamai đã thành công trong việc thuyết trình vào năm 1999, sau cái chết của John Teboho Kolane. Cô đã trở thành nữ diễn giả đầu tiên của Leseria và cũng được cho là diễn giả trẻ nhất ở Châu Phi. Khi bà nhậm chức, Quốc hội chỉ có ba nữ nghị sĩ.
Năm 2005, Motsamai đã đề cử Bereng Sekhonyana đại diện cho Lesotho tại một hội nghị cải cách quốc hội SADC ở Botswana. Justin Lekhanya (lãnh đạo của Đảng Quốc gia Basoto) đã phản đối quyết định của cô, và sau đó đã tổ chức một loạt các cuộc biểu tình tại các tòa nhà Quốc hội. Ủy ban đặc quyền của hội đồng sau đó phát hiện ra rằng Lekhanya và bốn thành viên BNP khác đã đe dọa và đe dọa Motsamai, và đề nghị họ nên bị đình chỉ khỏi quốc hội mà không phải trả tới năm tháng. Sekhonyana bị ám sát hai ngày sau khi phát hiện đó được lưu truyền.

### 2012-nay
Vào tháng 2 năm 2012, Thủ tướng Pakalitha Mosisili rời đảng Đại hội Dân chủ (LCD) Leseria để thành lập một đảng mới, Đại hội Dân chủ. Ông được tham gia bởi 44 thành viên khác của quốc hội. Khi quốc hội trở lại, Motsamai (người đã tham gia đảng mới) đã yêu cầu các nghị sĩ đứng vào ghế để thể hiện sự ủng hộ của họ đối với chính phủ của Mosisili, và sau đó phán quyết rằng ông vẫn nắm quyền kiểm soát và do đó vẫn có thể nắm quyền. Phán quyết của bà đã gây tranh cãi, vì luật bầu cử của Leseria ngăn các thành viên được bầu trong danh sách đảng chuyển đổi các đảng giữa nhiệm kỳ. Thabang Kholumo, phó lãnh đạo Mặt trận Dân chủ Phổ biến, nói rằng phán quyết của Motsamai là vi hiến, vì bà đã chiếm quyền của Vua Letsie III để đề cử thủ tướng, trong khi Tom Thabane, lãnh đạo Công ước All Basoto, kêu gọi Motsamai và Mosisili bị bắt vì tội phản quốc.
Chính phủ của Mosisili đã bị đánh bại tại cuộc tổng tuyển cử năm 2012 và Motsamai được thay thế như người phát ngôn của Sephiri Motanyane. Bà đã được bầu lại vào hội thảo vào tháng 3 năm 2015, sau cuộc tổng tuyển cử năm 2015, khi Đại hội Dân chủ trở lại nắm quyền ở vị trí đứng đầu một chính phủ liên minh. Cô đã giành chiến thắng trong cuộc bầu cử diễn giả 66-53, trong một cuộc bỏ phiếu theo các đảng phái.